# Journal of the Chemical Society
O Journal of the Chemical Society foi um jornal científico publicado entre 1862 até 1877, e de 1926 à 1965, pela sociedade inglesa Chemical Society que após fusão com outras instituições constituiu a partir de 1980 a Royal Society of Chemistry.